# Margarida Bedós i Casals
Margarida Bedós i Casals (Sabadell, 1922 - gener de 1981) va ser una assistenta social catalana. Va fundar la primera ludoteca dels Països Catalans i també la primera de l'Estat espanyol.

## Biografia
Era filla de Francesc Bedós Garcia-Ciaño i de Margarida Casals Garcia, els quals van tenir dos fills més: Francesc i Gabriel. Era també neboda de la pintora Maria Teresa Bedós i Garcia-Ciaño.
Margarida Bedós va formar part de la primera promoció de l’Escola de Formació Social Sabadell-Terrassa, va treballar d'assistenta social a l’empresa VISASA i era una de les integrants de  l’Associació d’Assistents Socials de Sabadell. Mentrestant, organitzava activitats lúdiques per als infants a casa seva i a la plaça de les Termes de Sabadell. A França, on va fer diversos viatges, va descobrir les ludoteques, una fórmula nascuda als Estats Units d'Amèrica cap als anys 1930 i que tenien per objectiu la formació dels més menuts a partir del joc, tot afavorint la relació amb els companys. Bedós va importar aquell concepte de recurs educatiu per als infants i, amb l'ajuda d'altres companys, l'any 1980 va fundar la primera ludoteca de Catalunya i de l'Estat espanyol al barri de les Termes. Un any més tard ella va morir i l'espai es va batejar com a Ludoteca Margarida Bedós. En aquell moment es finançava amb aportacions públiques i privades, provinents de la Fundació Probitas, l'Obra Social “la Caixa” i l'Ajuntament de Sabadell, a més de les de diferents col·laboradors.
Margarida Bedós també va participar en el Congrés de Cultura Catalana, a l'Assemblea de Catalunya.